# Samora Machel
Samora Moisés Machel (n. 29 septembrie 1933, Província de Gaza, Mozambic – d. 19 octombrie 1986, Mbuzini⁠(d), Mpumalanga, Africa de Sud) a fost un comandant militar și om politic din Mozambic.
A fost primul președinte ale acestei țări după ce aceasta și-a declarat independența.
În tinerețe a participat la lupta pentru eliberarea Mozambicului de sub suveranitatea portugheză și a intrat în rândurile Frontului pentru Eliberarea Mozambicului (FRELIMO).
În 1975 se căsătorește cu Graça Machel, care ulterior i-a fost soție lui Nelson Mandela în ultimul an de viață a acestuia.
Și-a pierdut viața într-un accident aviatic.